# Исламска математика
Исламска математика или, ређе, арапска математика, је израз који се користи за математику која се развила, односно била карактеристична за исламски свет у средњем веку или тзв. Златном добу ислама. Традиционално се под тиме подразумевају сви математички радови и достигнућа у периоду од 622. до 1600. на подручјима која су била под влашћу Калифата или разних муслиманских држава, односно чији су аутори користили арапски језик као своју лингуа францу. Иако многа математичка дела из тог периода нису довољно позната, арапским и исламским учењацима се приписују бројна значајна достигнућа, пре свега везана уз увођење децималног система, односно арапских бројева, који је омогућио коришћење разломака, проналазак алгебре те почетак проучавања односа алгебре и геометрије. Исламски математичари су имали и важну улогу у чувању и поновном откривању дотле заборављених достигнућа египатске, грчке и вавилонске математике, односно довођењу на Запад достигнућа индијске математике.

## Математика у рано доба ислама
У рано доба ислама, Арапи нису показивали велико интересовање за то да савладају различите облике математичких дисциплина. У то време, главна употреба математичких основа и принципа сводила се на обрачунавање и прикупљање пореза. С друге стране, порески управници су углавном бирани из редова страних досељеника које део оновремених муслимана, на основу своје паганске подсвести, није сматрао прворазредним грађанима. Наравно, услед интензивније урбанизације исламског друштва и све веће присутности разних аспеката градског живота, потреба за математиком многоструко више се осећала. Муслимани су тада с великом наклоношћу прихватили старогрчку литературу, као и литературу из осталих делова света, о разним димензијама те науке. Пре свега, потребу за оваквом дисциплином осећали су архитекте и астрономи, да би мало касније математика прерасла у засебно дефинисану науку.
Муслимани су врло брзо упознали и такозване индијске бројеве, те употпунили своје знање о алгебри и тригонометрији. Касније су детаљније користили математичке могућности бројева, посебно нуле, и успели да реше многе нумеричке и децималне разломке. На основу таквих резултата, они су употпунили различите облике једначина‍:pp. 209–210..

## Доприноси муслиманских мислилаца развоју математике
У току чувеног Преводилачког покрета, али и након њега, муслимански математичари су користили локализовану старогрчку баштину и врло брзо су овладали главним научним смерницама те математичке и рационалне сфере. Наиме, они су исписали бројне коментаре славних дела старогрчких мислилаца како би проширили своје знање о тој научној области. Муслимани су, као изврсни истраживачи, развили разне математичке дисциплине до те мере да су неколико векова касније европски модерни научници управо њихове књиге преводили са арапског на латински и тако покушали да једноставније искористе ту бриљантну научну традицију исламске цивилизације‍:pp. 250–251..
Како тврди део историчара математике, муслимани су упознали староиндијски бројевни систем посредством славног дела ал-Ђам ва ат-тафрик фи хисаб ал-Хинд [Сабирање и одузимање у индијској аритметици] Мухамеда ибн Мусе Хорезмија. С великом извесношћу можемо тврдити да је та књига најстарије дело које је у исламском свету написано о аритметици. Међутим, иако њен арапски оригинални примерак још увек није пронађен, доступни су нам њени преводи на латински језик. Хорезми је у тој књизи сјајно разјаснио староиндијску бројевну основу и пренео је у исламски свет. С друге стране, мора се истаћи да је он био посебно утицајан и због тога што ова његова књига представља прво дело из аритметике које су Европљани у новије доба превели на латински језик. Управо зато, при решавању одређених функција, односно математичких и аритметичких проблема и питања у савременој математици и информатици, користи се и Хорезмијево име у виду касније преобликованог термина алгоритам. Осим тога, Хорезми је уложио велики труд на пољу утемељења нове математичке дисциплине која ће се касније називати алгебром‍:pp. 253–254..
Недуго после Хорезмија, чувени муслимански математичар из Дамаска Ахмед ибн Ибрахим Уклидуси (Еуклиди), у свом референтном делу ал-Фусул фи ал-хисаб ал-Хинд [Главна поглавља у индијској аритметици], на потпуно иновативан начин елаборирао је децималне разломке. Међутим, метода коју је он следио у тој књизи није се допала математичарима који су Еуклидове Елементе још увек сматрали традиционално валидним. Стога, пет столећа касније, Гијасудин Џамшид Кашани, у свом чувеном спису Мифтах ал-хисаб [Кључ аритметике], сасвим је другачије презентовао децималне разломке, на начин који ће бити прихватљив чак и модернијим математичарима‍:pp. 254..
Следеће изузетно важно достигнуће муслиманских математичара у аритметици и  системима бројева било је пионирско утемељење негативних бројева. Ту доктрину је први пут у исламском свету изнео Абул-Вафа Бузђани у другом делу свог научног списа О основним потребама писаца, службеника и осталих људи за аритметиком. Он је уз помоћ негативних бројева направио револуционарне промене на пољу прецизног сабирања дугова – као проблематике засноване на аритметици због које су се неретко стварале потешкоће у разним јуридичким системима‍:pp. 254..
Муслимански мислиоци су и у другим аспектима аритметике и бројевних система изнели своје иновативне, али свакако продуктивне теорије. Нипошто неће бити чудно уколико утврдимо да су арапски изворници скоро свих термина и синтагми које данас користимо да бисмо именовали различите скупове бројева, попут рационалних, ирационалних и целих бројева, претходно били коришћени у књигама муслиманских математичара. Примера ради, често ћемо читати објашњења Абу Рејхана Бирунија, који је пре неколико векова у својој чувеној књизи ат-Тафхим писао о ирационалним бројевима, сматрајући их бројевима које не можемо исписати у облику разломака целих бројева. Осим њега, потребно је да се подсетимо да Сабит ибн Кура, у X веку, пре других математичара у својим истраживањима долази до прва два пријатељска броја, тачније до пара 284 и 220. Пуних осам векова после Сабита, италијански послеренесансни математичар Пјер де Ферма (Pierre de Fermat, 1601–1665) дошао је до идентичног резултата. Но, Сабитово откриће је у исламском свету било толико познато да није ни било могуће пренебрегнути га. Ово достигнуће су многи други муслимански математичари и аритметичари, попут Бин Бена Маракешија, Кемалудина Фарсија и Бин Хидра, користили у својим књигама и научним трактатима много пре Пјера де Ферме и нешто после Сабита‍:pp. 254–255..
Следећи круцијални научни допринос муслиманских математичара развоју многих будућих рационалних токова учености огледа се у њиховим резултатима на пољу разгранавања математике и систематизованог формирања нове дисциплине која касније добија назив алгебра. У својим основним смерницама алгебра је за муслиманске мислиоце означавала генерализацију аритметичких функција и процес разоткривања доминантних односа између бројева, а истовремено се истицала и њена методолошка основа да се слова појављују уместо различитих система бројева и математичких израза‍:pp. 255..
Најуочљивији значај алгебре пак повезује се са рачунањем непознатих величина. То се углавном реализовало тако што су разни преображаји у аритметици преформулисани у виду одређених једначина и затим решавани. Нипошто није случајно то што је Мухамед ибн Муса Хорезми своје прво дело – а вероватно дотад и најважније у исламском свету – о тој аритметичкој дисциплини назвао ал-Џабр ва ал-мукабала. Овај кратак назив у себи садржи срж свих основних питања у тој науци. Ал-џабр – назив који се касније претвара у реч алгебра – указује на методу на основу које одређену једначину решавамо путем негативног израза на једној страни. С друге стране, термин ал-мукабала означава методу којом покушавамо да дату једначину решимо помоћу позитивног израза на једној страни. Управо зато су муслимански математичари сабрали теме које анализира ова дисциплина, систематизовали их и дефинисали оквире нове целовите, скрупулозне и извесне науке. Тако се у историји математике у исламу сусрећемо са многобројним грандиозним аритметичарима и алгебристима, почев од Хорезмија, па све до славних Хајама, Маханија, Абу Камила Шуђе ибн Еслема, Абул-Вафе Бузђанија, Хоџандија, Абу Сахла Кухија и осталих‍:pp. 255–256..
Категоризација једначина у алгебри и њихово разврставање у три групе линеарних, квадратних и кубних полинома, тј. у полиноме степена један, два и три, убрајају се међу најважније продуктивне подухвате муслиманских математичара на пољу осамостаљења и стручног усавршавања ове науке. У томе, наравно, издвајамо улогу Хајама који је на иновативан начин разоткрио методу решавања кубних полинома, односно полинома трећег степена. С друге стране, муслимански аритметичари су први пут у историји те науке решавали разна питања и проблеме из геометрије на основу алгебарских закона и принципа. Свакако, свестрани утицај муслиманских мислилаца у процесу експланације и ширења алгебре на модерном Западу уочава се пре свега у самом називу те науке, који су, као што смо раније напоменули, новији западни математичари преузели из арапског корена ал-џабр.‍:pp. 256..
На пољу тригонометрије и геометрије, осим што су детаљније и подробније развили одређене основне принципе које су преузели из старогрчке научне баштине, муслимани су ове дисциплине освежили и својим бројним продуктивним иновацијама. Можда ће нам то најадекватније посведочити грандиозно дело Хаџе Насирудина Тусија аш-Шакл ал-ката’, у којем аутор бриљантно користи сличне елементе из два сродна дела тригонометрије. Туси је у једном делу ове своје чувене књиге говорио о положају тригонометријских таблица и о њиховом утицају на трансформацију углова, односно о примени те студије у архитектури. У другом делу он користи традиционална старогрчка достигнућа на том пољу. Резултат тог мукотрпног труда показао се у његовој посебној аналитичкој експланацији геометријских фигура. Насирудин Туси је успео да изнесе изврсне анализе и да разоткрије скривене односе између углова у тим фигурама, користећи наравно резултате истраживачких прегнућа осталих математичара који су већ отклонили неке нејасноће у вези са тригонометријским таблицама. Плод тог интензивног научног подухвата у тригонометрији, посебно када је посреди сферна тригонометрија и геометрија – дисциплина коју муслимански математичари углавном називају ал-илм ал-укар – понајвише се илустровао у трансформацији основних мерила тродимензионалне геометрије у дводимензионалну геометрију. Тај преображај је био изузетно користан за прављење веома прецизних астролаба. За тај успех каснији муслимански математичари засигурно ће дуговати својим претходницима који су успешно разјаснили начин трансформисања сферних углова у квадратне углове. Овде наравно не треба пренебрегнути ни чињеницу да су ово математичко откриће и индустријски резултати који су то пратили откривени на Западу скоро пет столећа након смрти Насирудина Тусија‍:pp. 257..

## Муслимански математичари
- Ахмед ибн Абдулах Марвази;
- Абу Џафер Мухамед ибн Муса Хорезми (умро 847);
- Фазл ибн Хатам Неиризи;
- Муса ибн Шакир;
- Абул-Хусеин Сабит ибн Кура ибн Захрун Харани (умро 901);
- Абу Абдулах Мухамед ибн Џабир Батани (Албатегниус) (умро 929);
- Абул-Вафа Мухамед ибн Мухамед Бузђани;
- Абул-Фатх Мухамед ибн Касим Исфахани;
- Абу Џафер Мухамед ибн Хусеин Хазин Хорасани;
- Абу Саид Ахмед ибн Мухамед ибн Абдул-Џелил Сиџзи (умро 1023);
- Абул-Хусеин Абдурахман ибн Омер Суфи (умро 986);
- Кија Абул-Хасан Кушјар ибн Лабан ибн Башахри Гилани (умро 1029);
- Абул-Хасан Али ибн Ахмед Насави (умро 1075);
- Абу Рејхан Мухамед ибн Ахмед Бируни (умро 1048);
- Абу Али Хусеин ибн Абдулах ибн Сина (Авицена) (умро 1037);
- Абул-Фатх Абдурахман Хазини;
- Гијасудин Абул-Фатх Омер ибн Ибрахим Хајами Нишапури (Омер Хајам) (умро 1124);
- Абу Хатам Музафар ибн Исмаил Есфезари;
- Абу Џафер Мухамед ибн Мухамед ибн Хасан (Хаџе Насирудин Туси) (умро 1274);
- Махмуд ибн Масуд ибн Муслих – Кутбудин Ширази (умро 1311);
- Низамудин Хасан Мухамед ибн Хусеин Коми Нишапури – Низамудин Араџ;
- Махмуд ибн Мухамед ибн Омер Чагмини Хорезми;
- Гијасудин Џамшид ибн Масуд ибн Махмуд Табиб Кашани (умро око 1437);
- Салахудин-паша Муса ибн Мухамед ибн Махмуд Казизаде Руми (умро 1437);
- Алаудин Али ибн Мухамед Самарканди – Мула Али Кушћи (умро 1474);
- Низамудин Абдул-Али ибн Мухамед Бирџанди (умро 1528);
- Менсур ибн Садрудин Мухамед Хусеини Даштаки Ширази – Гијасул-хукама (умро 1541);
- Мухамед ибн Изудин Хусеин – Шејх Бахаи (умро 1621).
- Ибн Муаз Џајани